# Стойне Кръстев
Стойне Кръстев Атанасов е български журналист, заслужил деятел на културата (1965), народен деятел на културата (1971), герой на социалистическия труд (1985), член на СБЖ, АБПФК.

## Биография
Роден е на 24 октомври 1910 г. в с. Мазарачево, Кюстендилско. Завършва Кюстендилската мъжка гимназия (1928). Записва специалност математика в Софийския университет, но през 1932 г. е изключен за активна дейност в стачката срещу правителството на Александър Цанков. Завършва математика в Белград (1934), като същевременно е и кореспондент на българския вестник „Ново време“. От 1935 г. последователно е журналист в легалните издания на БКП: ежедневника „Трибуна“ и седмичниците „Последен час“, „Ден“, „София“ и „Новини“. Редактира партийната библиотека „Въпроси на деня" (1940). Сътрудничи на нелегалния вестник „Отечествен фронт“, а след 9 септември 1944 г. е негов заместник главен редактор. Главен редактор на вестник „Народна войска“, на редакция „Международна информация" при БТА (1951). Кореспондент на БТА в Бон (ФРГ, 1960-63), заместник главен директор на БТА (1963-76). От 1976 г. е първи заместник-председател на СБЖ.
Автор на книгите: „Дунавска конференция" (1948), „Колониалните народи в борбата за мир", „Женевското съвещание" и др.
Носител на ордените „Девети септември 1944 г." III ст. (1946), II ст. (1959), „Кирил и Методий" I ст. (1963), „За народна свобода" II ст. (1970), „НРБ" I ст. (1970), „Георги Димитров" (1980, 1985) и на почетния медал „Юлиус Фучик" на МОЖ. Удостоен със званието „почетен гражданин на Кюстендил“ през 1985 г.